# Apeadeiro de Couto de Cambeses
O Apeadeiro de Couto de Cambeses (nome anteriormente grafado como "Cambezes"), é uma infraestrutura do Ramal de Braga, que serve a localidade de Cambeses, no concelho de Barcelos, em Portugal. O abrigo de plataforma situa-se do lado nascente da via (lado direito do sentido ascendente, a Braga).

## História
O Ramal de Braga foi totalmente inaugurado em 21 de Maio de 1875.
Em 1 de Setembro de 1939, a Gazeta dos Caminhos de Ferro noticiou que a partir do dia 5 desse mês, iriam ser feitas várias alterações nos horários das linhas do Douro e Minho, tendo este apeadeiro passado a ser servido pelo comboio n.º 634 às terças-feiras, e pelo n.º 677 às quartas-feiras.